# Рішення про розрив усіх державно-правових зв'язків Хорватії з іншими республіками і краями СФРЮ

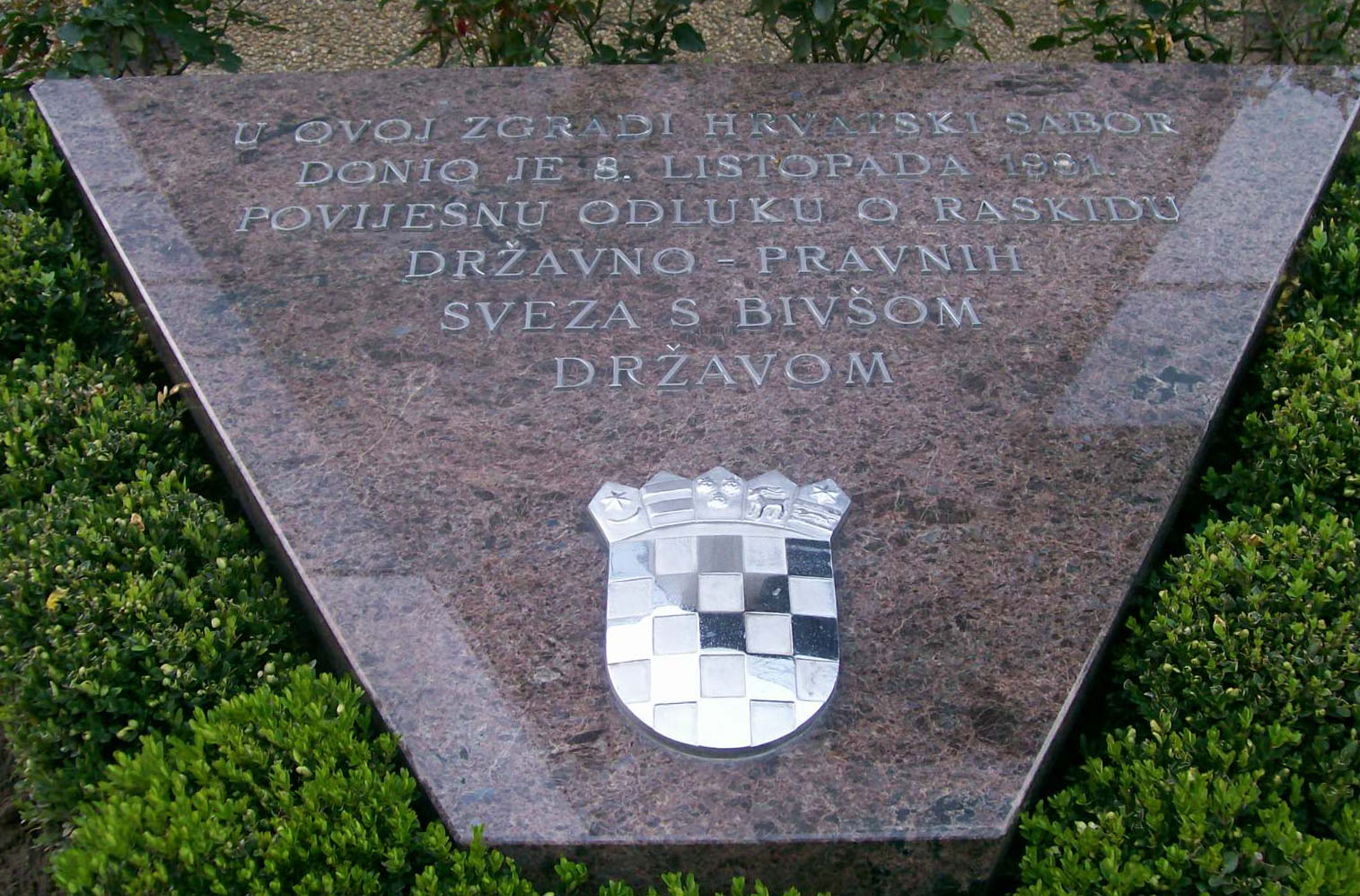
Меморіальна дошка перед будівлею INA на вулиці Шубичевій, де 8 жовтня 1991 року відбулося засідання хорватського парламенту

Рішення про розрив державно-правових зв'язків із рештою республік і країв СФРЮ (хорв. Odluka o raskidu državnopravnih sveza s ostalim republikama i pokrajinama SFRJ) — законодавчий акт, одноголосно ухвалений Парламентом Хорватії 8 жовтня 1991 року. Розірвання усіх державно-правових зв'язків із СФРЮ було поворотним пунктом у зміні Хорватією свого статусу і загалом геополітичної обстановки на Балканах. На початку 1992 року майже всі держави Європейського співтовариства визнали Хорватію, а 22 травня того ж року вона стала членом ООН.

## Історія
Відразу після одностороннього проголошення хорватською владою у Загребі незалежності 25 червня 1991 року Європейська комісія закликала Хорватію призупинити дію декларації про незалежність на три місяці, на що хорватська влада погодилась. Почав діяти мораторій на процес відокремлення Республіки Хорватія від інших республік і країв колишньої спільної держави.
7 липня 1991 на прохання Європейського співтовариства і з метою спроби розв'язати югославську кризу мирним шляхом хорватська і словенська делегації з одного боку та сербська (югославська) делегація з другого підписали Бріонську декларацію. У жовтні 1991 року фактично припинила свою діяльність Президія СФРЮ. 8 жовтня 1991 закінчився строк дії тримісячного мораторію на проголошення хорватської незалежності і Республіка Хорватія цілковито й остаточно розірвала будь-які зв'язки з Югославією.
Ухвалюючи рішення про припинення всіх державно-правових зв'язків між Республікою Хорватія та іншими республіками і краями СФРЮ, парламент зазначив, що Республіка Хорватія більше не вважає законним і легітимним жоден орган колишньої СФРЮ і що вона не визнає чинним будь-який правовий акт будь-якого органу, який діє від імені колишньої федерації, яка більше як така не існує.
Того ж дня, коли закінчився мораторій на процес відокремлення республік і країв югославської федерації, тобто 7 жовтня 1991, літаки ЮНА піддали бомбардуванню історичний центр Загреба та Банські двори, де розміщувалося тодішнє державне керівництво на чолі з президентом доктором Франьо Туджманом. Через ці обставини та можливі нові авіаудари по Загребу сесія всіх трьох тодішніх парламентських рад (складових частин Сабору) відбулася 8 жовтня 1991 року в підвалі будівлі «INA» на загребській вулиці Шубича.
У Республіці Хорватія день ухвалення цього рішення у 1991—2019 роках святкувався як День незалежності.